# Rishtey (film)
Rishtey est un  film indien réalisé par Indra Kumar, sorti le 6 décembre 2002.

## Synopsis
Suraj Singh (Anil Kapoor) est en amour avec la belle et riche Komal (Karisma Kapoor). Ils rêvent d'une famille parfaite, mais le père de la belle, l'arrogant Yashpal Chaudhary (Amrish Puri), déteste Suraj parce qu'il est de la classe moyenne et peu fortunée. Komal coupe les liens avec son père et épouse Suraj. Elle est bientôt enceinte.

## Distribution
- Anil Kapoor ... Suraj Singh
- Karishma Kapoor ... Komal Singh
- Shilpa Shetty ... Vaijanti
- Jibraan Khan ... Karan
- Amrish Puri ... Yashpal Chaudhary
- Sharat Saxena ... Hussain Bakshi
- Alok Nath ... Judge
- Sadashiv Amrapurkar ... Avocat Katre
- Deepshika ... Séductrice

## Box office
- Inde : 220 790 000 de roupies
- Budget : 120 000 000 de roupies
- États-Unis : 111 000 dollars, soit plus de 6 931 394 de roupies
- Angleterre : 186 242 livres sterling, soit plus de 19 039 860 de roupies.
- International : 246,76 millions de roupies[1].

## Autour du film
C'était la deuxième fois que Karisma Kapoor et Shilpa Shetty travaillaient ensemble, après Jaanwar en 1999. Shilpa Shetty a reçu une nomination au Filmfare Awards 2003 dans la catégorie Meilleur second rôle féminin.